# فخرالدین اوزدیلک
فخرالدین اوزدیلک (انگلیسی: Fahrettin Özdilek؛ ۱۸۹۸ – ۱۳ مارس ۱۹۸۹) سیاست‌مدار اهل ترکیه بود. وی از ۳۰ اکتبر ۱۹۶۱ تا ۲۰ نوامبر ۱۹۶۱ نخست‌وزیر این کشور بود.
فخرالدین اوزدیلک در ۱۳ مارس ۱۹۸۹، در سن ۹۱ سالگی درگذشت.